# Dendrocalamus bengkalisensis
Dendrocalamus bengkalisensis är en gräsart som beskrevs av Elizabeth A. Widjaja. Dendrocalamus bengkalisensis ingår i släktet Dendrocalamus och familjen gräs. Inga underarter finns listade i Catalogue of Life.